# 瑞光台
瑞光台，位于中国广东省潮州市饶平县黄冈镇，为饶平县文物保护单位，类型为古建筑， 公布时间为1981年7月。
瑞光台的历史年代为明代。